# Patrioci Poznań
I Patrioci Poznań sono stati una squadra di football americano di Poznań, in Polonia, fondata nel 2012; nel 2018 si sono fusi coi Kozły Poznań per formare l'Armia Poznań.

## Dettaglio stagioni

### Tornei nazionali

#### LFA1
Questi tornei - pur essendo del massimo livello della loro federazione - non sono considerati ufficiali in quanto organizzati da una federazione "rivale" rispetto a quella ufficialmente riconosciuta dagli organismi nazionali e internazionali.
| Stagione | regular season | regular season | regular season | regular season | regular season | regular season | playoff | playoff | playoff | playoff | playoff | playoff   | playoff    |
|          | Vin            | Par            | Per            | Tot            | PF             | PS             | Vin     | Per     | Tot     | PF      | PS      | risultato | avversaria |
| -------- | -------------- | -------------- | -------------- | -------------- | -------------- | -------------- | ------- | ------- | ------- | ------- | ------- | --------- | ---------- |
| 2018     | 3              | 0              | 5              | 8              | 163            | 270            |         | -       | -       | -       | -       | -         | -          |
| Totale   | 3              | 0              | 5              | 8              | 163            | 270            |         | -       | -       | -       | -       |           |            |

Fonti: Enciclopedia del Football - A cura di Roberto Mezzetti

#### PLFA II
| Stagione | regular season | regular season | regular season | regular season | regular season | regular season | playoff | playoff | playoff | playoff | playoff | playoff          | playoff            |
|          | Vin            | Par            | Per            | Tot            | PF             | PS             | Vin     | Per     | Tot     | PF      | PS      | risultato        | avversaria         |
| -------- | -------------- | -------------- | -------------- | -------------- | -------------- | -------------- | ------- | ------- | ------- | ------- | ------- | ---------------- | ------------------ |
| 2014     | 1              | 0              | 5              | 6              | 88             | 211            | -       | -       | -       | -       | -       | -                | -                  |
| 2015     | 4              | 0              | 2              | 6              | 151            | 116            | 0       | 1       | 1       | 0       | 22      | Quarti di finale | Warsaw Dukes       |
| 2016     | 4              | 0              | 2              | 6              | 189            | 93             | -       | -       | -       | -       | -       | -                | -                  |
| 2017     | 6              | 0              | 2              | 8              | 387            | 209            | 2       | 1       | 3       | 145     | 79      | Finale           | Panthers Wrocław B |
| Totale   | 15             | 0              | 11             | 26             | 815            | 629            | 2       | 2       | 4       | 145     | 101     |                  |                    |

Fonti: Enciclopedia del Football - A cura di Roberto Mezzetti

#### PLFA8
| Stagione | regular season | regular season | regular season | regular season | regular season | regular season | playoff | playoff | playoff | playoff | playoff | playoff   | playoff    |
|          | Vin            | Par            | Per            | Tot            | PF             | PS             | Vin     | Per     | Tot     | PF      | PS      | risultato | avversaria |
| -------- | -------------- | -------------- | -------------- | -------------- | -------------- | -------------- | ------- | ------- | ------- | ------- | ------- | --------- | ---------- |
| 2013     | 2              | 0              | 2              | 4              | 100            | 74             | -       | -       | -       | -       | -       | -         | -          |
| Totale   | 2              | 0              | 2              | 4              | 100            | 74             | -       | -       | -       | -       | -       |           |            |

Fonti: Enciclopedia del Football - A cura di Roberto Mezzetti

#### PLFA J-11
| Stagione | regular season | regular season | regular season | regular season | regular season | regular season | playoff | playoff | playoff | playoff | playoff | playoff   | playoff          |
|          | Vin            | Par            | Per            | Tot            | PF             | PS             | Vin     | Per     | Tot     | PF      | PS      | risultato | avversaria       |
| -------- | -------------- | -------------- | -------------- | -------------- | -------------- | -------------- | ------- | ------- | ------- | ------- | ------- | --------- | ---------------- |
| 2016     | 3              | 0              | 0              | 3              | 77             | 17             | 1       | 1       | 2       | 30      | 57      | Finale    | Panthers Wrocław |
| 2017     | 2              | 0              | 2              | 4              | 60             | 96             | -       | -       | -       | -       | -       | -         | -                |
| Totale   | 5              | 0              | 2              | 7              | 137            | 113            | 1       | 1       | 2       | 30      | 57      |           |                  |

Fonti: Enciclopedia del Football - A cura di Roberto Mezzetti

#### PLFAJ/PLFA J-8
| Stagione | regular season | regular season | regular season | regular season | regular season | regular season | playoff | playoff | playoff | playoff | playoff | playoff           | playoff                  |
|          | Vin            | Par            | Per            | Tot            | PF             | PS             | Vin     | Per     | Tot     | PF      | PS      | risultato         | avversaria               |
| -------- | -------------- | -------------- | -------------- | -------------- | -------------- | -------------- | ------- | ------- | ------- | ------- | ------- | ----------------- | ------------------------ |
| 2013     | 2              | 0              | 2              | 4              | 96             | 74             | 1       | 2       | 3       | 34      | 40      | Settimo posto     | Angels Toruń             |
| 2014     | 3              | 0              | 1              | 4              | 102            | 50             | 1       | 2       | 3       | 32      | 58      | Quarto posto      | Stal Gorzów Wielkopolski |
| 2015     | 4              | 0              | 0              | 4              | 130            | 38             | 2       | 1       | 3       | 38      | 40      | Quinto posto      | Angels Toruń             |
| 2017     | 2              | 0              | 2              | 4              | 70             | 54             | 0       | 1       | 1       | 8       | 39      | Torneo semifinale | Bielawa Owls             |
| Totale   | 11             | 0              | 5              | 16             | 398            | 216            | 4       | 6       | 10      | 112     | 178     |                   |                          |

Fonti: Enciclopedia del Football - A cura di Roberto Mezzetti

### Riepilogo fasi finali disputate
| Anno            | Luogo     | Evento  | Fase del torneo | Incontro                             | Risultato |
| 15 ottobre 2017 | Breslavia | PLFA II | Finale          | Panthers Wrocław B - Patrioci Poznań | 71 - 50   |